# 猫中毒
『猫中毒』（ねこちゅうどく）は、日本のヴォーカルユニット・テゴマスの7枚目のシングル。発売元はジャニーズ・エンタテイメント。

## 概要
前作『サヨナラにさよなら』から約2か月でのリリース。通常盤には「猫中毒」とカップリングに「シュプレヒコール」と「花に想いを」を収録。また、初回限定盤AにはMusic・Clip＆Making、初回限定盤BにはMusic・Clipのダンスバージョンをそれぞれ収録。
2020年6月19日に手越祐也がジャニーズ事務所との契約を解除し、グループが事実上の解散となったため、本作でラストシングルとなった。

## 収録曲

### CD

#### 通常盤
1. 猫中毒
作詞：Puru、作曲：Daan Speelman, Joost Speelman, Lars Boom、編曲：船山基紀
猫の気ままな行動に振り回される男性の心情、猫の行動を描いた楽曲である。
2. シュプレヒコール
作詞：Satomi、作曲：小松清人、編曲：石塚知生
3. 花に想いを
作詞・作曲：鈴木健太朗、編曲：石塚知生
4. 猫中毒（オリジナル・カラオケ）

#### 初回限定盤A
1. 猫中毒
2. 猫中毒（テゴ・カラ）

#### 初回限定盤B
1. 猫中毒
2. 猫中毒（マス・カラ）

### DVD

#### 初回限定盤A
1. 「猫中毒」ミュージック・クリップ ＆ メイキング

#### 初回限定盤B
1. 「猫中毒」ミュージック・クリップ（ダンス・バージョン）
2. 「テゴマス先生のキャットネス・ビデオ」